# Сицзяо (аэропорт)
Маньчжу́рийский аэропо́рт «Сицзяо» (кит. упр. 满洲里西郊机场, пиньинь Manzhouli Xijiao Jīchǎng, палл. Маньчжоули Сицзяо цзичан) — гражданский международный аэропорт в  Маньчжурии, Китай. Является четвёртым по величине аэропортом автономного района Внутренняя Монголия.

## История
Первые попытки создания аэропорта в Маньчжурии были приняты ещё в начале 1990-х годов, однако руководство КНР отказалось от идеи. К проектированию воздушной гавани вернулись лишь в 2001 году, а 16 мая 2003 года началось само строительство.
Аэропорт, которому дали название «Сицзяо» («Западный пригород»), открылся чартерными внутренними рейсами в декабре 2004 года. Первый регулярный рейс был принят из Пекина 1 февраля 2005 года.
В августе 2005 года был совершён первый пробный международный рейс Иркутск—Маньчжурия—Иркутск.
10 июля 2009 года аэропорт получил статус международного.

## Характеристики
Общая территория аэропорта составляет 166 700 м² из них 13 000 м² приходится на стоянку для самолётов.
Взлётно-посадочная полоса из армобетона имеет длину 2 800 м и ширину 45 м.
Аэропорт имеет пассажирский терминал площадью 7 597 м², обслуживающий как внутренние, так и международные рейсы. Выход пассажиров на посадку осуществляется через телескопические трапы.

## Авиакомпании и направления

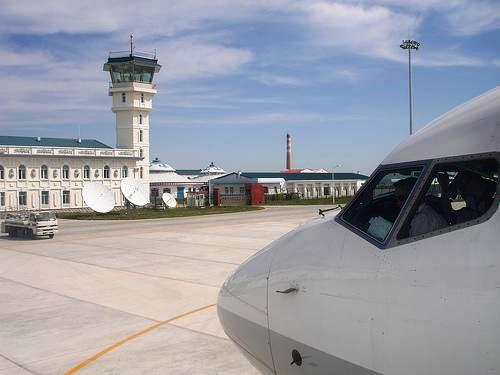
Перрон аэропорта